# Gustavo de Oliveira Godoy
Gustavo de Oliveira Godói, conhecido como Gustavo de Godoy, (Pindamonhangaba,13 de março de 1846 - Pindamonhangaba, 9 de janeiro de 1924) foi um médico e político brasileiro.
Médico graduado em 1872, pela Faculdade de Medicina do Rio de Janeiro, em 1973 obteve seu doutoramento cuja tese foi Uretrotomia.Era filho de Antônio de Godói e de Inácia Cândida de Oliveira Godói, e foi casado com Maria Júlia Monteiro de Godoy.
Em 1.913, criou a Escola de Farmácia e Odontologia de Pindamonhangaba. Participou da Convenção de Itu. Eleito Senado estadual por diversas legislaturas, foi duas vezes presidente do Senado Estadual de São Paulo, de 10 de novembro de 1915 a 16 de novembro de 1915 e de 10 de julho a 17 de julho de 1924
Deixou os seguintes filhos: 
- Gustavo de Godoy Filho (Sinhô) - casado com Noêmia Lanfrito de Godoy;
- Ignácia de Godoy Pinheiro - casada com Henrique Pinheiro;
- Clara de Godoy d'Alambert - casada com Adalberto Ourique d'Alambert;
- Manuel de Oliveira Godoy - casado com Clotilde de Oliveira Godoy;
- Evangelina de Godoy Marcondes Machado (Tita) - casada com Tarqüínio Marcondes Machado - Tatí;
- José de Oliveira Godoy - casado com Angelina Romeiro Godoy;
- Paulo de Oliveira Godoy (Titi) - casado com Lourdes M. de Godoy;
- Pedro de Oliveira Godoy (Pedrinho) - f.m. em 1924;
- Francisca de Oliveira Godoy (Lóca) - faleceu solteira;
- Maria Júlia de Godoy Madureira (Baby) - casada com José Pinto Madureira;